# 28770 Sarahrines
28770 Sarahrines este un asteroid din centura principală de asteroizi.

## Descriere
28770 Sarahrines este un asteroid din centura principală de asteroizi. A fost descoperit pe 27 aprilie 2000 la Socorro, New Mexico, în cadrul proiectului LINEAR. Asteroidul prezintă o orbită caracterizată de o semiaxă mare de 2,79 ua, o excentricitate de 0,07 și o înclinație de 7,1° în raport cu ecliptica.